# HMS Hotspur (1870)
HMS Hotspur (1870) («Хо́тспур») — броненосец ВМС Великобритании, вошедший в строй в 1870 году. Получил свое название в честь британского рыцаря Генри Перси (1364-1403), героя англо-шотландских войн и Столетней войны, прозванного «Горячей шпорой» (Hotspur) за свою отвагу и неукротимый нрав. Был характерным представителем немногочисленного подкласса броненосных таранных кораблей, основным оружием которых, согласно господствовавшим в то время воззрениям на военно-морскую тактику, считался таран; артиллерия же рассматривалась как вспомогательное вооружение. Стремительное совершенствование боевых кораблей и эволюция тактических взглядов в последней трети XIX века сделали корабль морально устаревшим уже через несколько лет после постройки.

## Предыстория
В 1860-е годы среди военно-морских специалистов превалировало мнение о том, что корабельный таран может сыграть решающую роль в сражениях ближайшего будущего. Таран зачастую рассматривался как более действенное вооружение кораблей, нежели артиллерия. Такой тенденции сильно способствовали несколько удачных таранных атак во время Гражданской войны в США, а в особенности — успех австро-венгерского адмирала В. фон Тегетгофа в сражении у Лиссы, когда его флагманскому кораблю удалось таранным ударом отправить на дно итальянский броненосец. Важно было и то, что в 1860-е годы корабельная броня временно возобладала над артиллерией — никакие, даже самые тяжёлые, снаряды не могли её пробить; корабельные орудия того времени также вызывали скептические оценки из-за крайне невысокой меткости и неудовлетворительной скорострельности. Поэтому теоретически, до появления в конце 1870-х годов первых торпед, таран был единственным оружием, способным эффективно бороться с броненосцами.
Увлечение таранной тактикой привело к появлению во флотах почти всех ведущих морских держав особого подкласса кораблей-таранов, то есть броненосцев, основным оружием которых считался таран. В Великобритании концепция корабля-тарана начала воплощаться в постройке броненосцев «Хотспур» и «Руперт».

## Конструкция и вооружение

### Концепция и проект
Проектировщики полагали, что артиллерия, которая для броненосца должна была играть вспомогательную роль, не должна быть многочисленной. Это проистекало из господствовавшей в описываемый период концепции таранного боя, адепты которой зачастую считали, что для специализированного корабля-тарана вообще нежелательно иметь какую-либо артиллерию, чтобы в бою не отвлекать командира корабля от применения своего главного оружия. Поэтому было принято решение ограничиться вооружением «Хотспура» лишь одним орудием главного калибра и немногочисленными прочими орудиями. При этом орудие было решено разместить не в башне, а на поворотном станке внутри неподвижного каземата. Считалось, что в случае, когда корабль пойдёт на таран, он всё равно будет лишён возможности стрелять прямо по ходу, а применение тяжёлого орудия возможно разве что при промахе мимо цели, в течение очень короткого времени, в очень узких секторах по диагонали от направления движения. «Хотспур» стал первым специализированным британским «эскадренным кораблём-тараном», первым, имевшим броневой бруствер внутри корпуса и остался единственным боевым кораблем Королевского флота с неподвижной башней.
По своей концепции «Хотспур» должен был действовать в составе флота, несмотря на его сравнительно невысокую мощность машин, малую даже по тем временам скорость хода и небольшую автономность плавания. Высота надводного борта «Хотспура» составляла только 2,4 м на протяжении первой трети его длины, что делало броненосец мало способным к действиям в свежую погоду, несмотря на то, что вплоть до самой кормы был надстроен высокий фальшборт. Примечательно, что броненосец, в отличие от большинства кораблей того же класса, построенных одновременно с ним, не получил парусной оснастки.

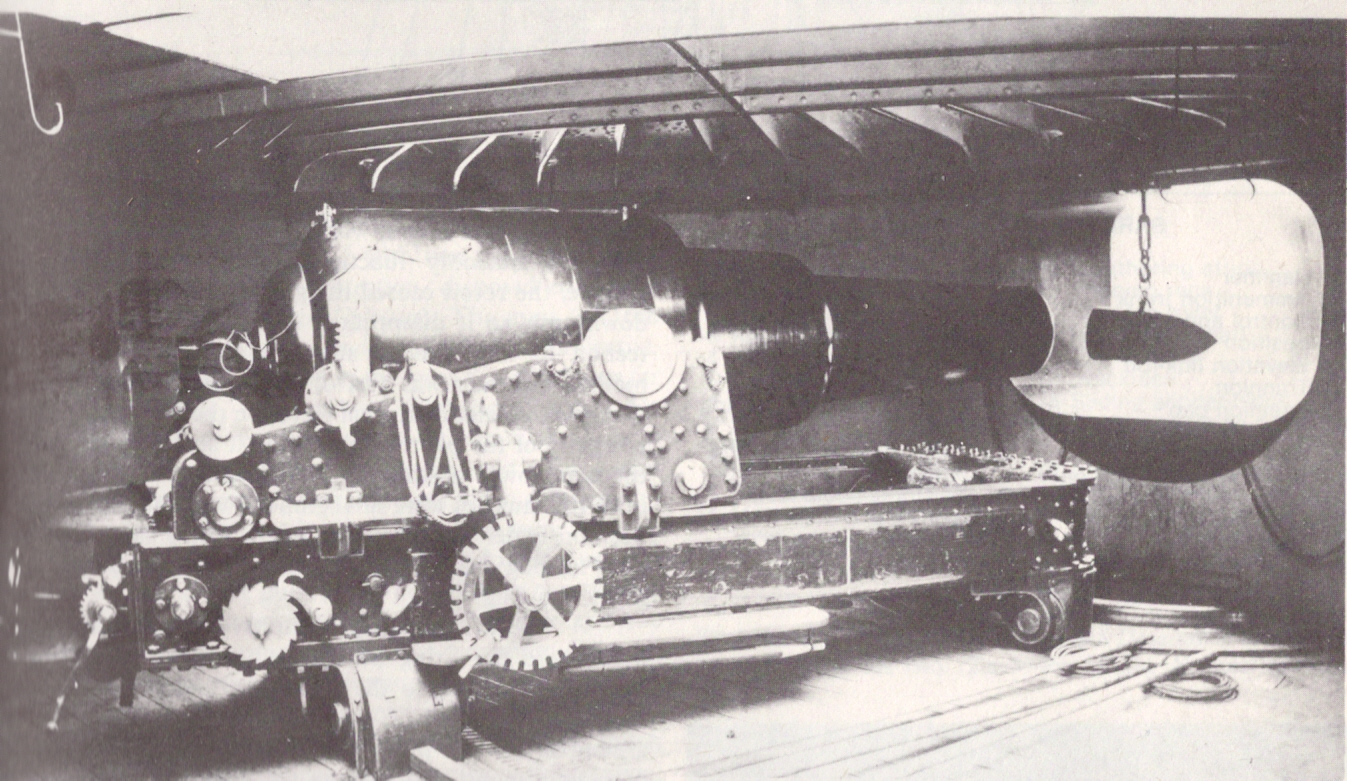
305-мм орудие «Хотспура» в каземате; хорошо видна подача снаряда к орудию, заряжавшемуся с дула

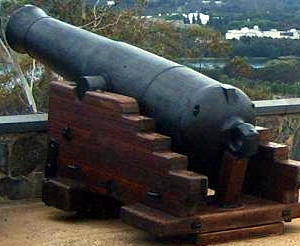
64-фунтовое орудие британского флота. Два орудия этого образца были установлены на «Хотспуре»

### Вооружение
Главным вооружением «Хотспура» на момент проектирования, постройки и первых нескольких лет службы корабля считался таран. Он выдавался на 3 м за носовой перпендикуляр и впервые в практике британского кораблестроения был подкреплён выведенным вперёд броневым поясом.
Главный калибр корабля составляло всего лишь одно 305-мм орудие (в Королевском флоте оно значилось как 25-тонное), расположенное в носовой части в башенноподобном невращающемся каземате. В броне каземата для стрельбы были сделаны четыре амбразуры, при этом ни одна из них не позволяла вести огонь прямо по носу. Каждая амбразура обеспечивала стрельбу в секторе 60°. Такое размещение орудия стало результатом исследования британских специалистов, которые посчитали, что вращающаяся башня не сможет выдержать сотрясение при таранном ударе. Кроме того, уже в процессе постройки выяснилось, что палуба в носовой части броненосца слишком слаба, чтобы выдерживать воздействие дульных газов при стрельбе орудия прямо по ходу, что стало ещё одной причиной упомянутой конструкции каземата. Само орудие было установлено на поворотном станке, который относился к стандартному тогда для английского флота горизонтально-скользящему типу на бортовом штыре. Как и все тяжёлые орудия Королевского флота тех лет, это орудие было дульнозарядным.
Вспомогательная артиллерия была представлена двумя 64-фунтовыми нарезными орудиями устаревшего образца (переделанными из гладкоствольных путём установки нарезного лейнера) на деревянных лафетах, которые стреляли через бортовые амбразуры, имея сектор обстрела в 90°. Примечательно, что для обслуживания этих двух пушек требовалось в семь раз больше людей, чем для обслуживания 305-мм орудия главного калибра.

### Бронирование
Броненосец считался по стандартам того времени хорошо защищённым. Главный броневой пояс тянулся по всей длине ватерлинии, имея толщину 203—280 мм, он закрывал борт от верхней палубы до 1,5 м ниже ватерлинии, а у форштевня несколько расширялся и продолжался в нос для подкрепления тарана. Перекрывавшая пояс броневая палуба имела толщину 64 мм в носу, 70 мм в средней части и 51 мм в корме. Борт выше неё не бронировался, но внутри корпуса проходил овальный броневой бруствер толщиной 203 мм, прикрывающий основание башни, дымоходы и сходные люки. Поверх бруствера шла верхняя палуба в 25-38 мм, так что корабль оказался хорошо защищенным именно против навесного огня..

## История службы
«Хотспур» вошёл в строй в ноябре 1871 года. Уже на момент ввода в строй корабль, по мнению ряда специалистов, имел весьма сомнительную боевую ценность. Практически сразу он был отправлен в резерв четвёртой очереди. В 1872 году броненосец получил повреждения от столкновения с грузовым пароходом. 5 июля 1872 года «Хотспур» был привлечён для пробного обстрела только что вошедшего в строй броненосца «Глаттон». Были выпущены три снаряда главного калибра: первый прошёл мимо цели (что, как подчёркивает известный британский военно-морской историк О.Паркс, оказало определённое влияние на будущие проекты боевых кораблей); второй попал в стык плит броневого пояса и вошёл глубоко в подкладку; третий пробил гласис и обшивку башни, но затем разбился, а осколки отрикошетировали. При этом башня полностью сохранила боеспособность.
В ходе эксплуатации броненосца выяснилось, что «Хотспур» обладает неудовлетворительной мореходностью, не в последнюю очередь из-за крайне низкого борта в носовой части корпуса. В 1877 году, всего через шесть лет после ввода в строй, общее мнение специалистов было таковым, что лишь полная реконструкция сможет превратить «Хотспур» в корабль, отвечающий требованиям эскадренного боя. Тем не менее, в 1878 году, во время обострения англо-российских отношений во время русско-турецкой войны, корабль был отправлен на Средиземное море, затем находился в Мраморном море. Однако в том же году он был вновь отправлен в резерв.

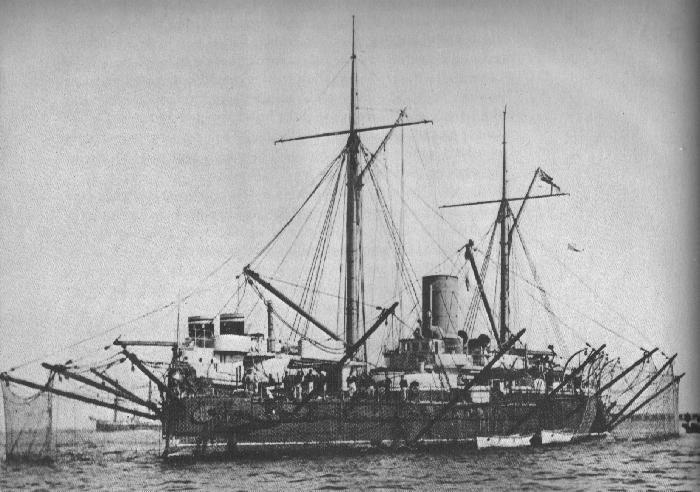
«Хотспур» с выставленными противоторпедными сетями

В 1881-1883 годах корабль прошёл модернизацию, выполненную фирмой «Лэрдз». Переоборудование коснулось прежде всего артиллерии и включало монтирование вместо каземата вращающейся башни, в которой были установлены уже два 305-мм орудия; впрочем, они также не могли вести огонь прямо по носу из-за слабости палубы. Броня башни была сталежелезной, нового типа «компаунд» — 70 мм твёрдой стали поверх 140 мм мягкого железа. Устаревшие уже на момент постройки корабля 64-фунтовые орудия в корме были заменены на гораздо более совершенные 152-мм казнозарядные. На надстройках корабля были установлены несколько малокалиберных скорострельных пушек для отражения атак миноносцев. Крупные изменения последовали в части защиты: внутренний овальный бруствер был снят и заменён бортовой броней с траверзными переборками, образовавшими центральную цитадель. Однако это решение вызвало такой значительный расход веса и возрастание стоимости, что больше ни один брустверный корабль не модернизировали подобным образом. Для улучшения обитаемости кораблю добавили надстроек, а навесную палубу продлили в нос. Переделаны были также боевая и штурманская рубки, ставшие более просторными. Получил «Хотспур» также и устанавливаемую на палубе миноноску 2-го класса, которая находилась в корме под грузовой стрелой с паровым приводом. Была радикально перестроена и машинная часть: установлены новые котлы, оборудован паровой рулевой привод и паровой привод башни. Также были установлены бортовые надводные торпедные аппараты. Работы обошлись британской казне в 116,6 тыс. фунтов.
Однако никакая модернизация уже не могла приспособить морально устаревший броненосец к новым требованиям, быстро ужесточавшимся благодаря совершенствованию военно-морской тактики и прогрессу морской артиллерии. Остальную часть своей службы «Хотспур» провёл во вспомогательных ролях. До апреля 1885 года он был приписан к артиллерийской школе в качестве тендера, затем выполнял миссию сторожевого корабля в Холихеде, периодически выходя в море на манёвры (до мая 1893 года). В течение 1893—1897 годов броненосец находился в резерве в Чатеме, а затем был отправлен на Бермудские острова, где оставался сторожевым кораблём до 1903 года. В 1904 году он был списан и сдан на слом.